# لیبرتی (میزوری)
لیبرتی (به انگلیسی: Liberty) شهری در شهرستان کلی ایالت میزوری است که جمعیت آن در سرشماری سال ۲۰۱۰ میلادی ۲۹٫۱۴۹ نفر بوده است.